# Avicularia braunshauseni
Avicularia braunshauseni är en spindelart som beskrevs av Tesmoingt 1999. Avicularia braunshauseni ingår i släktet Avicularia och familjen fågelspindlar. Inga underarter finns listade.